# ヨーロッパの急進右翼

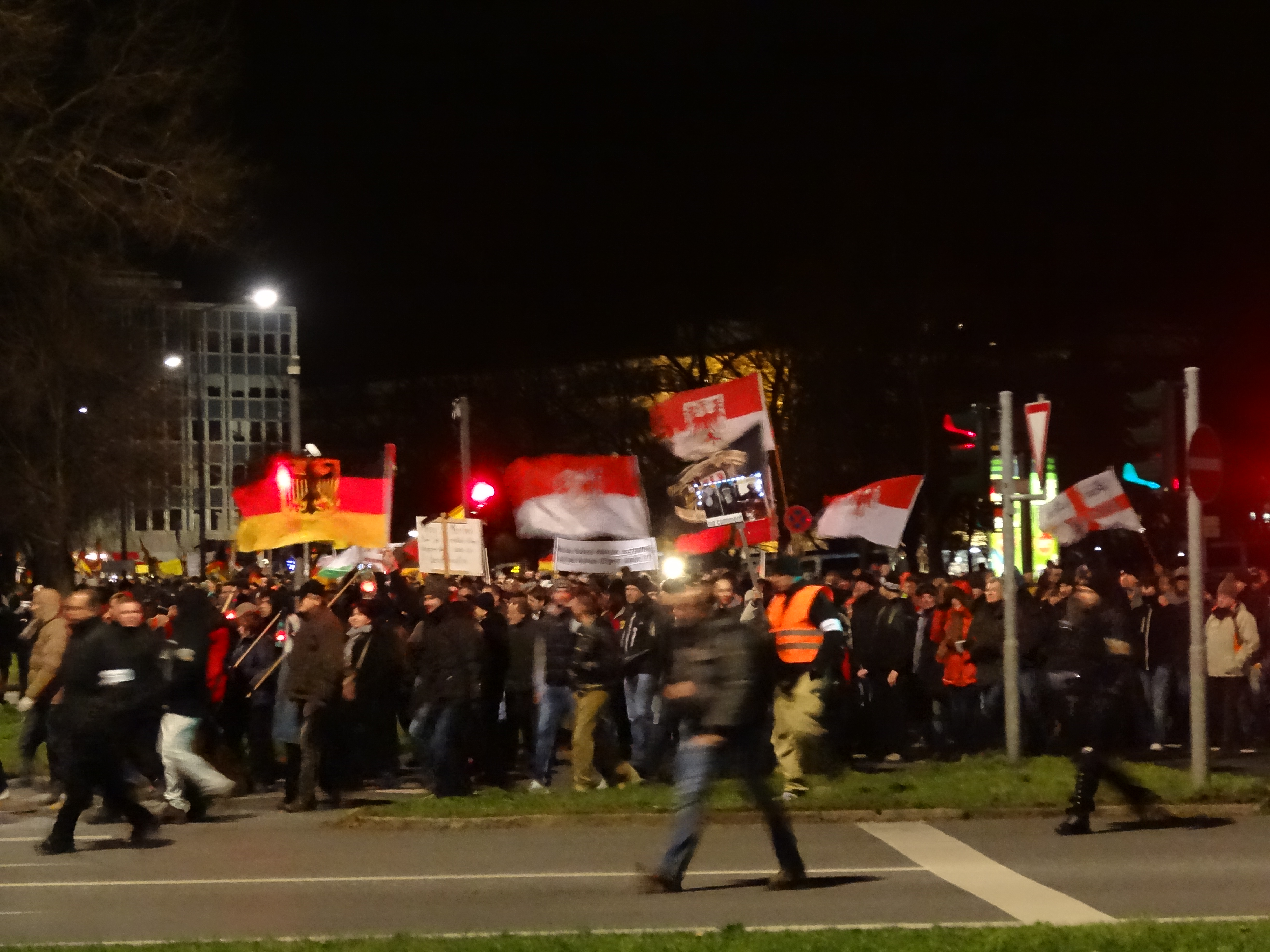
ヨーロッパの急進右翼の1つであるペギータによるデモの様子。

ヨーロッパの急進右翼（ヨーロッパのきゅうしんうよく、英: radical right in Europe）やポピュリスト右翼（ポピュリストうよく、英: populist right in Europe）という用語は、政治学では、1970年代後半以来支持を拡大してきたヨーロッパの右翼政党の一群を指すのに使われてきた。ポピュリスト右翼グループの一群はこれまで多くの動機を共有してきた。そうした動機は典型的にはグローバリゼーションへの反対、移民受け入れや多文化主義への批判そして欧州統合への反対を含む。急進右翼という立場はある範囲のイデオロギーを指していて、この立場は右派ポピュリズム、白人ナショナリズム、ネオ・ファシズムをも含む。